# Янішув (Тшебницький повіт)
Янішув (пол. Janiszów) — село в Польщі, у гміні Тшебниця Тшебницького повіту Нижньосілезького воєводства.
У 1975-1998 роках село належало до Вроцлавського воєводства.